# Lista de músicos com mais vendas no Japão
Os principais artistas da música no Japão incluem artistas japoneses com 15 milhões ou mais de vendas de discos ou com mais de 2 milhões de assinantes. O Japão é o maior mercado físico de música do mundo e o segundo maior geral atrás dos Estados Unidos, e o maior da Ásia, de acordo com a Federação Internacional da Indústria Fonográfica.
As fontes que fornecem as vendas que um artista ou gravadora reivindicam por meio de comunicados à imprensa, em vez de certificadas ou relatadas por terceiros confiáveis, como a Oricon, são indicadas por um "†".

## Tabelas da Oricon
A Oricon fornece vendas físicas acumuladas de todas as entradas em suas paradas de singles e álbuns (iniciadas em 1968 e 1970, respectivamente). Observe que a Oricon não contabiliza as vendas dos discos que não entraram ou caíram nas paradas, ao contrário do Nielsen SoundScan. Portanto, geralmente mostra menos números do que as vendas relatadas pelas gravadoras e pode não refletir as vendas reais obtidas por esses artistas. Além disso, exclui artistas como Michiya Mihashi, Hibari Misora, Yujiro Ishihara e Hachiro Kasuga, que obtiveram a maior parte do sucesso comercial antes da criação da Oricon no final dos anos 1960. Os números relatados, como os 100 milhões de Mihashi e os 68 milhões de discos de Misora, são altamente duvidosos e não podem ser confirmados pela Oricon e RIAJ.
O artista mais vendido de acordo com a Oricon é B'z (mais de 82 milhões), que também é o artista mais vendido por número de álbuns vendidos (46,5 milhões). Os artistas mais vendidos por número de singles vendidos são AKB48 (50,8 milhões), B'z (35,8 milhões) em segundo lugar, Mr. Children (28,45 milhões) em terceiro lugar e Southern All Stars (25,179 milhões) em quarto lugar. Ayumi Hamasaki detém o recorde de ser a artista solo mais vendida e a única artista solo a vender mais de 60 milhões no total.
A lista exclui as vendas de álbuns ou singles gravados por artistas em colaboração com outros como parte do total de um único artista ou grupo.

## Artistas por vendas

### 60 milhões ou mais discos

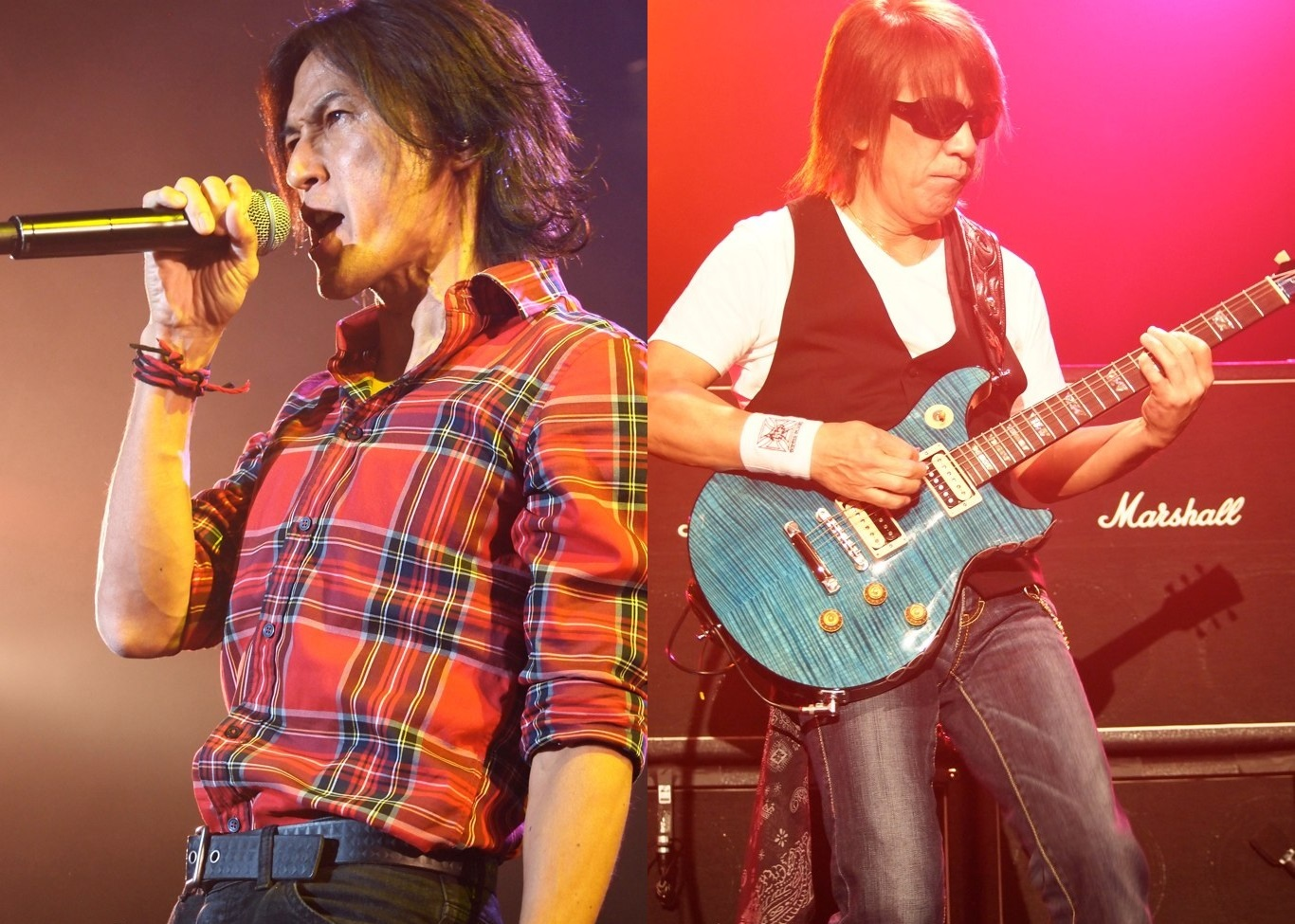
B'z
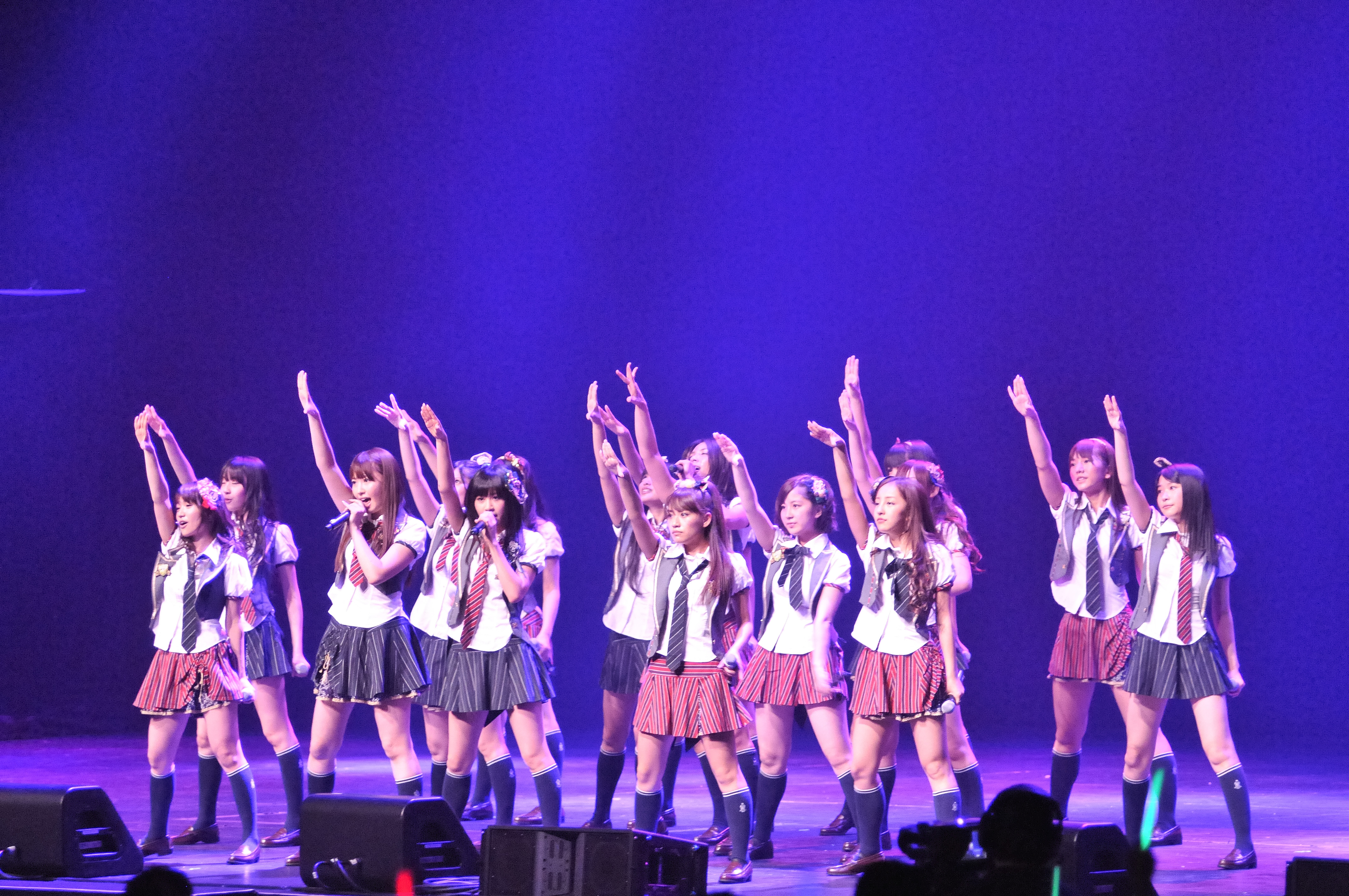
AKB48
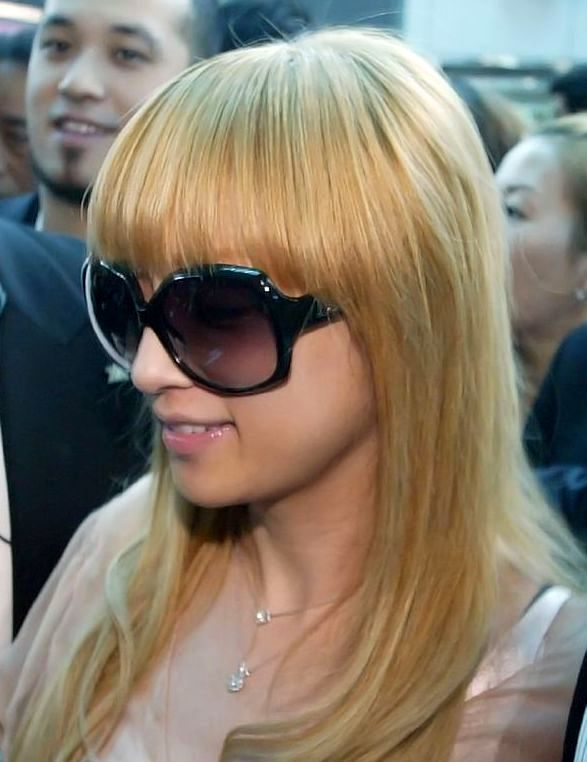
Ayumi Hamasaki

| Artista        | Anos de atividade        | Gênero                                 | Vendas        |
| -------------- | ------------------------ | -------------------------------------- | ------------- |
| B'z            | 1988–presente            | Hard rock / Pop rock / Blues rock      | 82,62 milhões |
| Ayumi Hamasaki | 1998–presente            | Pop / Dance / Eletrônica / Rock        | 60,94 milhões |
| AKB48          | 2005–presente            | J-pop / Electropop / Dance-pop         | 60,05 milhões |
| Mr. Children   | 1989–1997, 1998–presente | Pop rock / Power pop / Pop progressivo | 60,01 milhões |

### 30 milhões a 49 milhões de discos

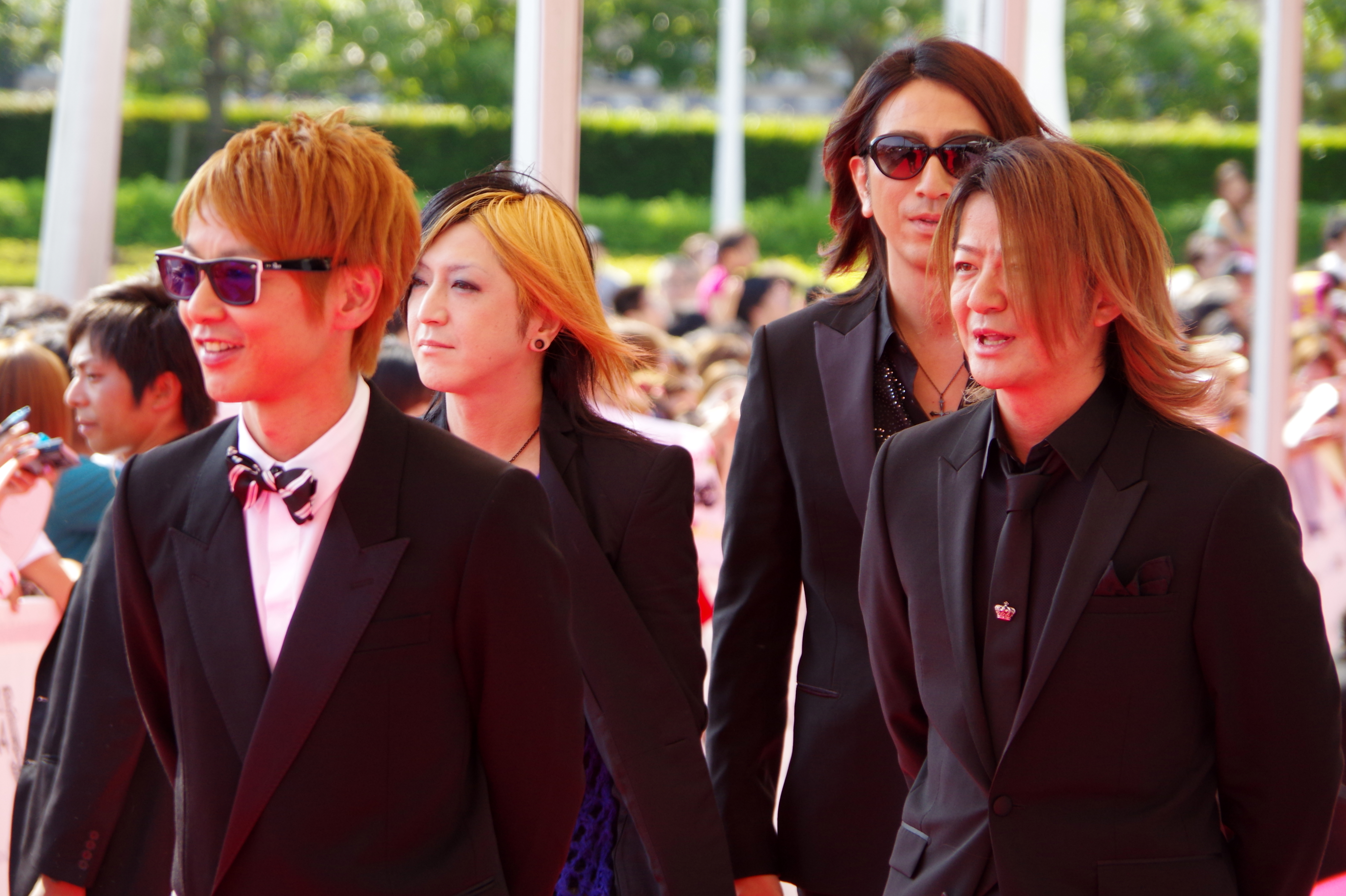
Glay
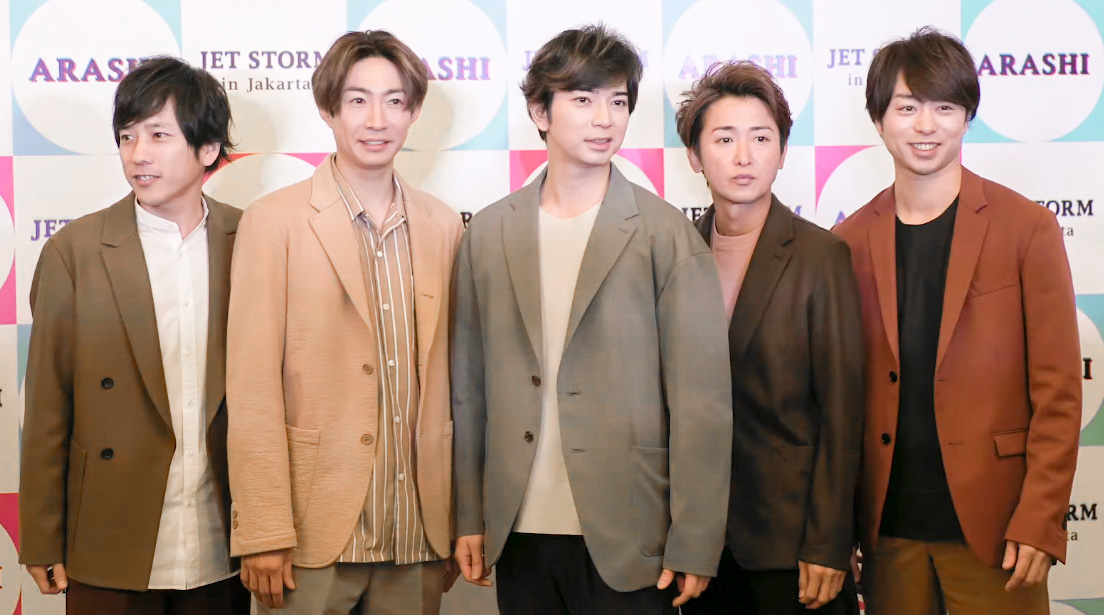
Arashi
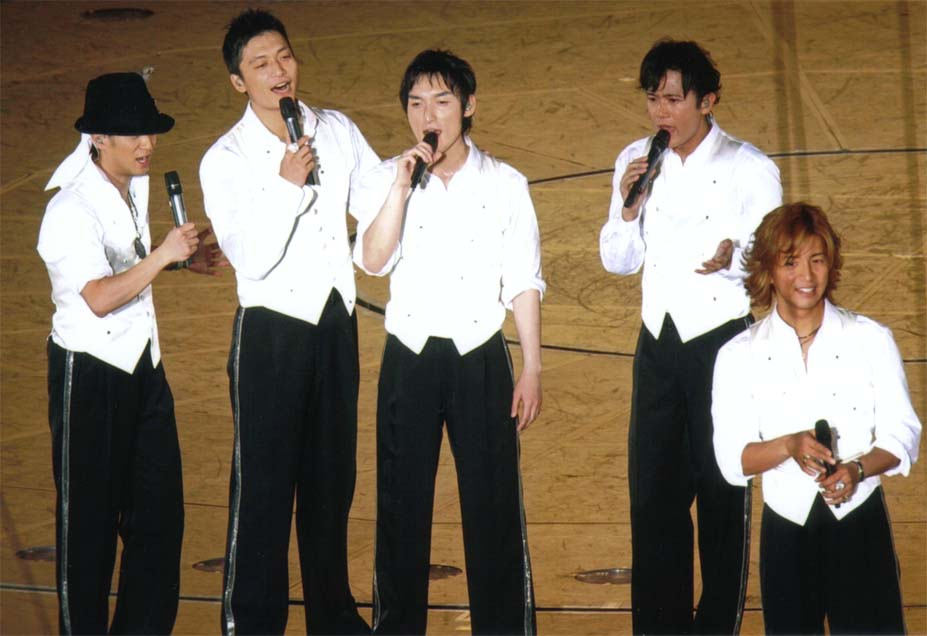
SMAP
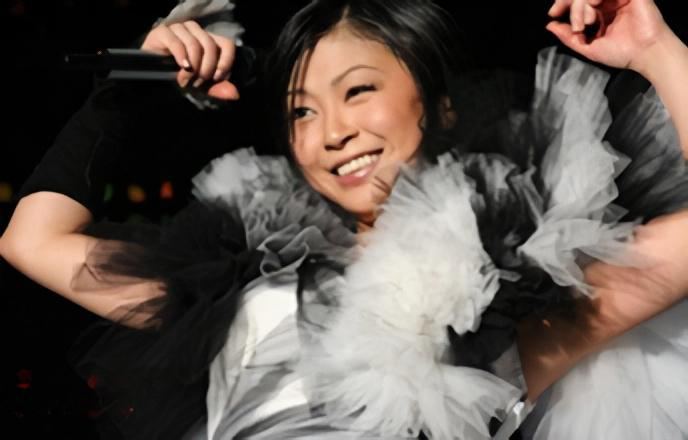
Hikaru Utada
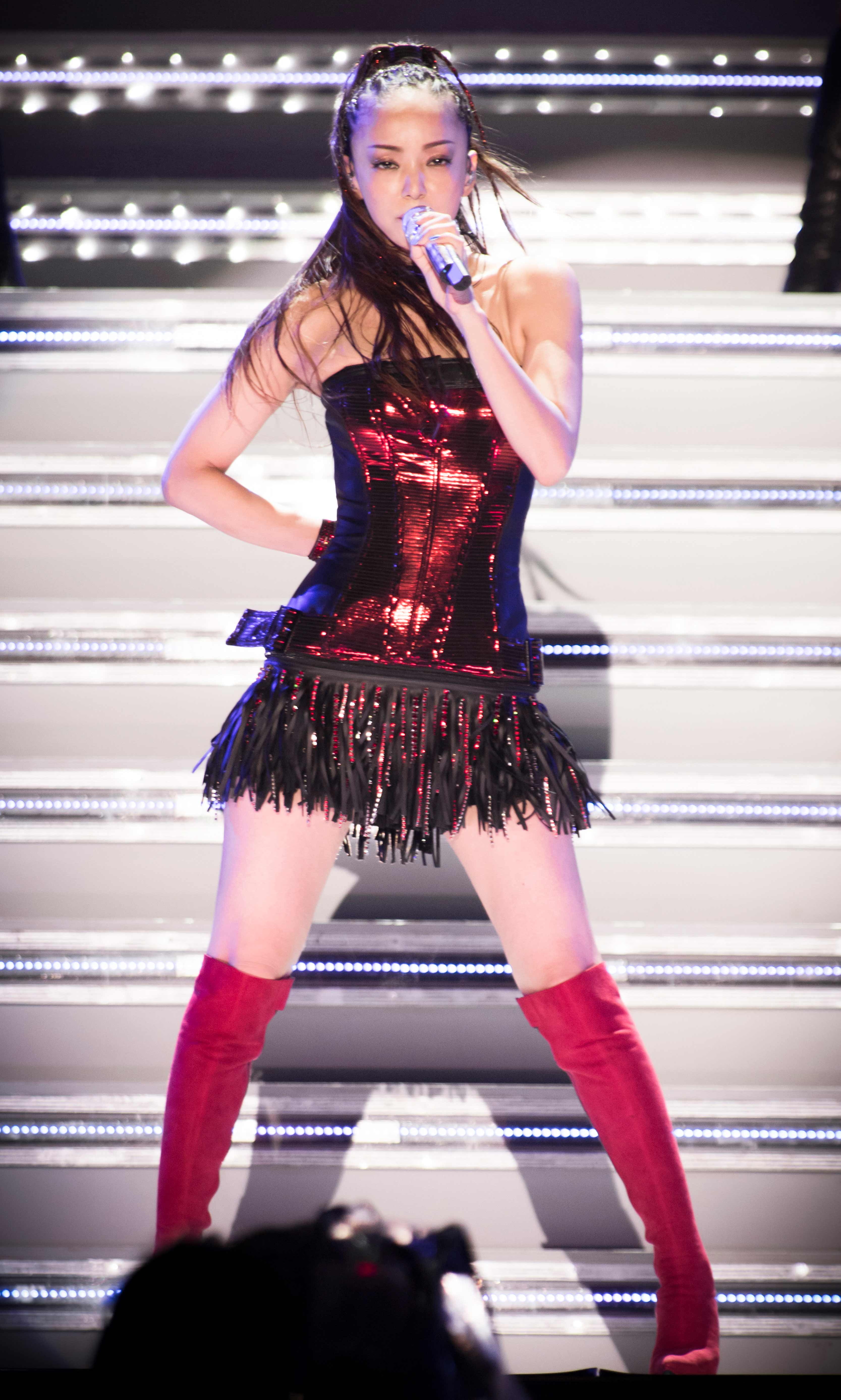
Namie Amuro
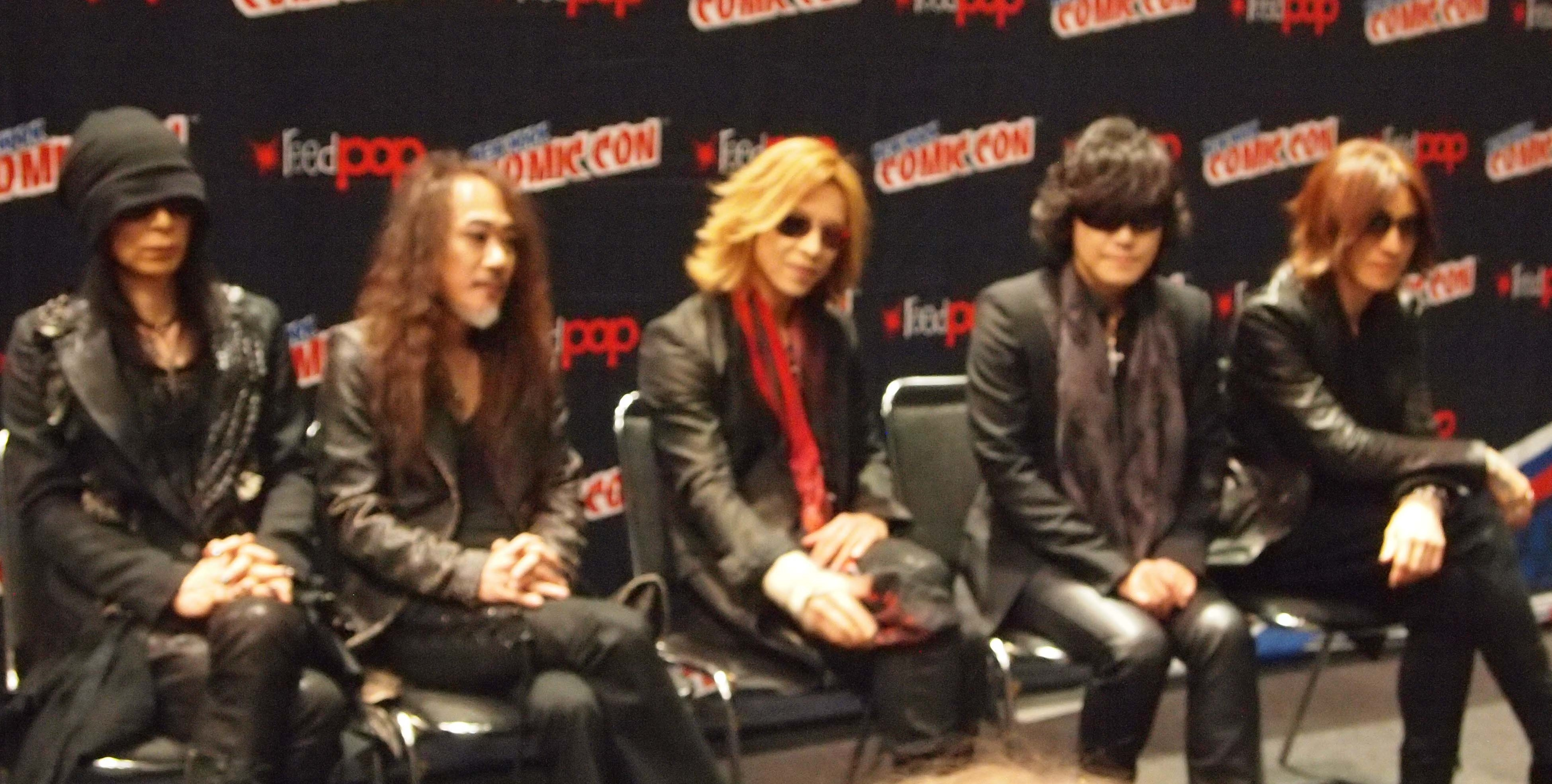
X Japan

| Artista            | Anos de atividade        | Gênero                                         | Vendas        |
| ------------------ | ------------------------ | ---------------------------------------------- | ------------- |
| Southern All Stars | 1975–presente            | Soft rock / Pop rock / Folk rock / Blues rock  | 48,97 milhões |
| Dreams Come True   | 1988–presente            | New wave / R&B                                 | 44,94 milhões |
| Yumi Matsutoya     | 1968–presente            | Pop rock / Jazz fusion / Folk rock / Kayōkyoku | 39,39 milhões |
| Glay               | 1988–presente            | Pop rock / Power pop / Rock Progressivo        | 38,80 milhões |
| Arashi             | 1999–2020 (Em hiato)     | Pop / rock / R&B                               | 38,44 milhões |
| Zard               | 1991–2007                | Pop rock                                       | 37,63 milhões |
| Hikaru Utada       | 1998–2010, 2016–presente | J-pop / R&B / Dance / Electronica              | 37,34 milhoes |
| SMAP               | 1991–2016                | J-pop / R&B                                    | 37,20 milhões |
| Namie Amuro        | 1992–2018                | Pop / R&B / Hip hop / EDM / Eurobeat           | 36,18 milhões |
| Chage and Aska     | 1979–1996, 1999–2009     | Folk rock / Soft rock                          | 31 milhões    |
| X Japan            | 1982–1997, 2007–presente | Heavy metal                                    | 30 milhões†   |
| Seiko Matsuda      | 1980–presente            | Pop / Kayōkyoku                                | 30 milhões†   |

### 20 milhões a 29 milhões de discos

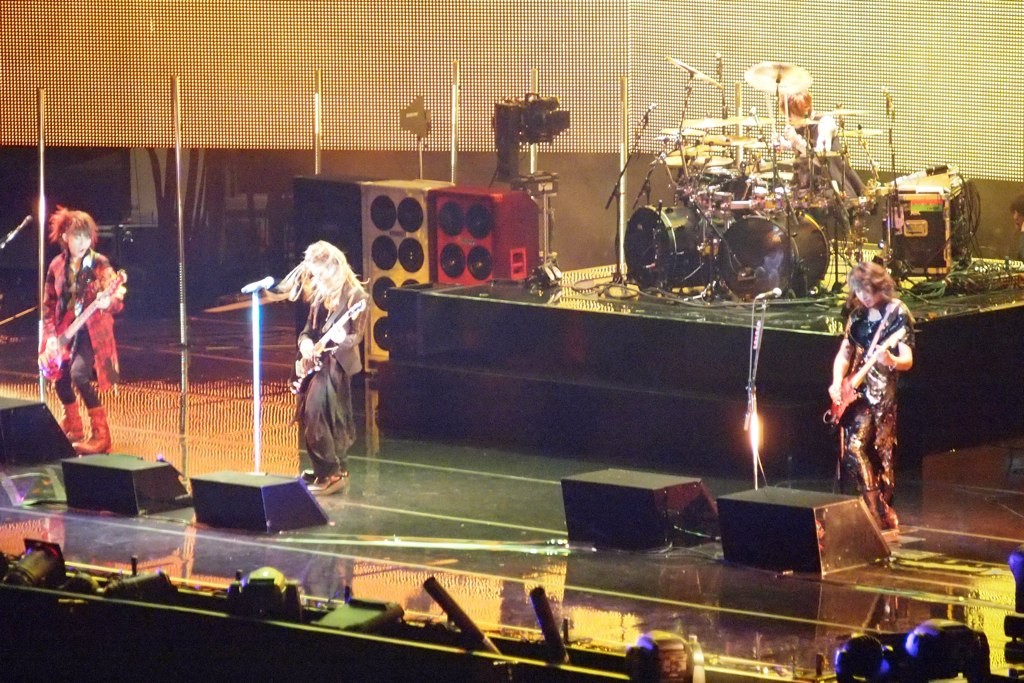
L'Arc-en-Ciel
Akina Nakamori
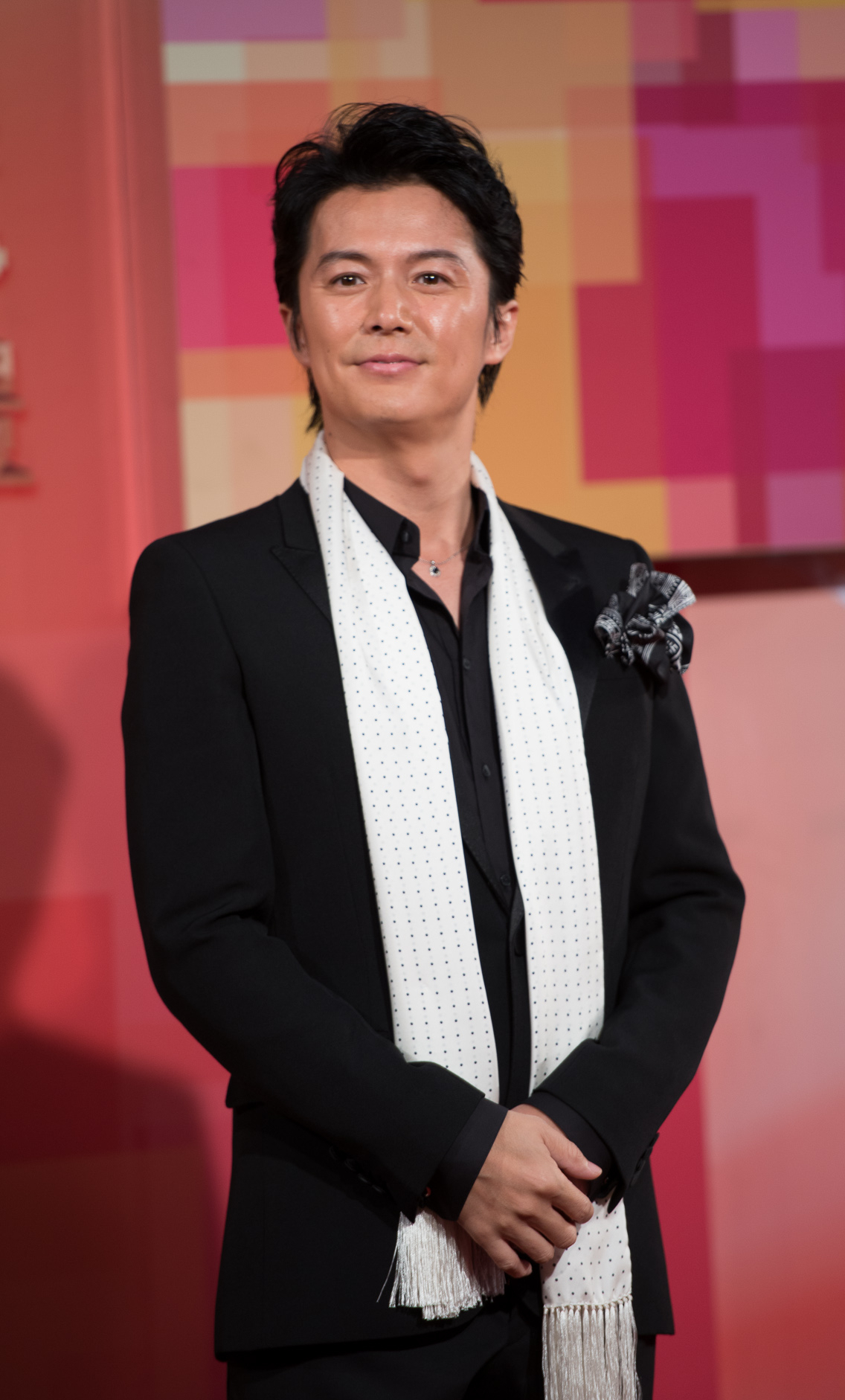
Masaharu Fukuyama
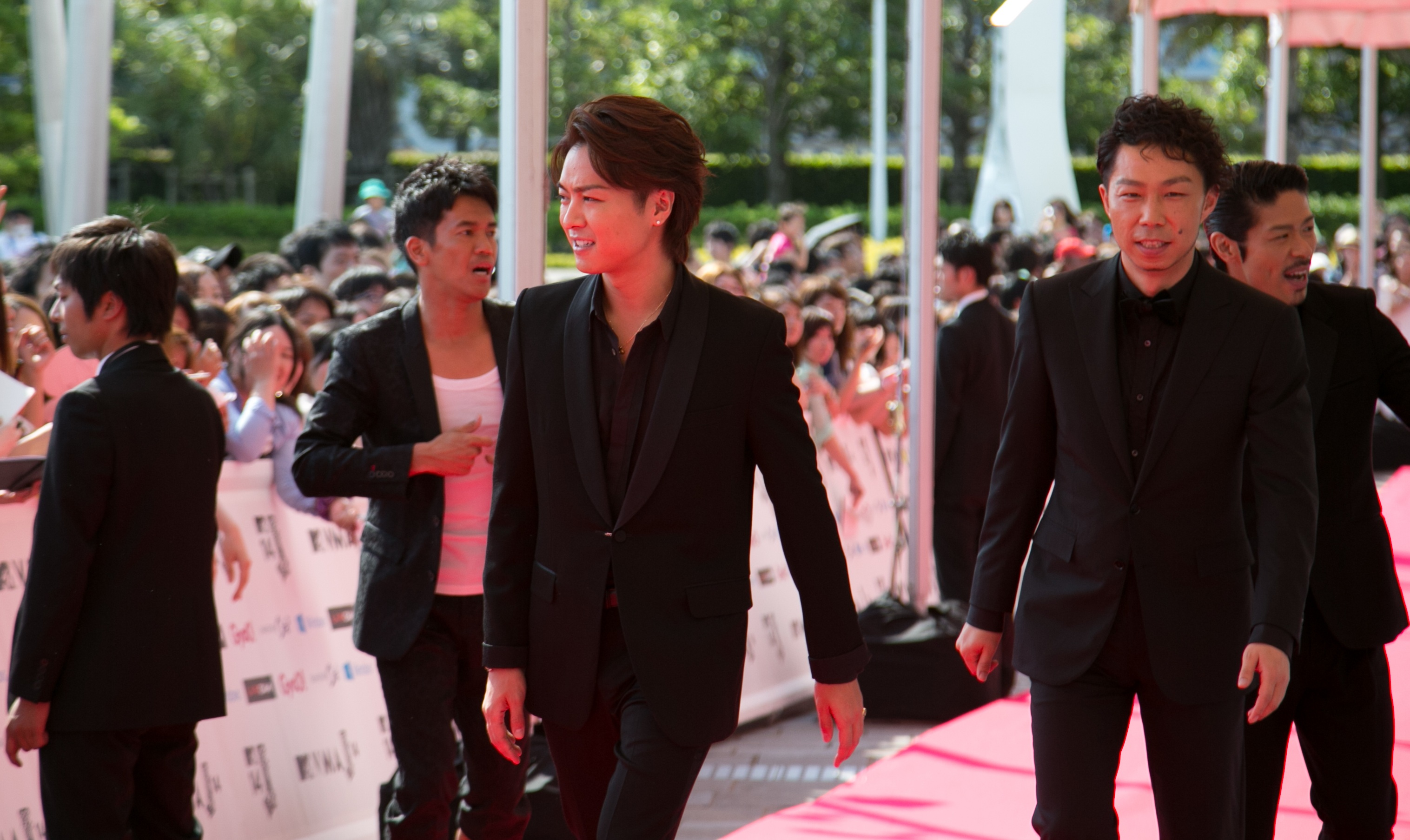
Exile
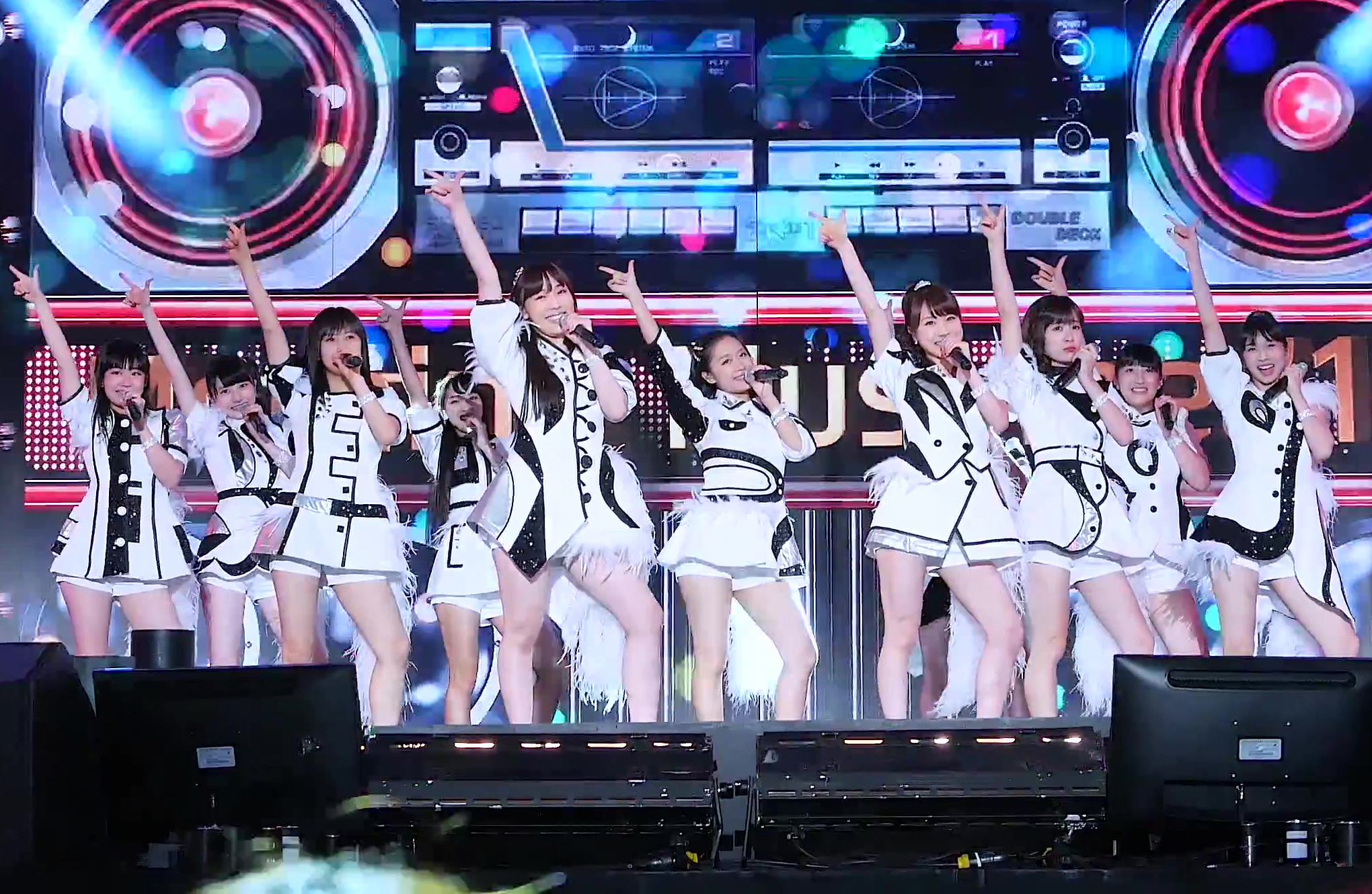
Morning Musume

| Artista            | Anos de atividadde   | Gênero                                 | Vendas        |
| ------------------ | -------------------- | -------------------------------------- | ------------- |
| L'Arc-en-Ciel      | 1991–presente        | Rock alternativo / Pop rock / Pós-punk | 29,27 milhões |
| Globe              | 1995–2018            | Synthpop / Eurobeat / Trance           | 28,94 milhões |
| KinKi Kids         | 1997–presente        | Pop                                    | 28,38 milhões |
| Koda Kumi          | 2000–presente        | J-pop / pop / R&B / Soul               | 27,5 milhões  |
| Akina Nakamori     | 1982–presente        | Pop / Kayōkyoku                        | 25,34 milhões |
| Tube               | 1985–presente        | Power pop / Surf rock / Blues rock     | 24,55 milhões |
| Masaharu Fukuyama  | 1990–presente        | Pop / Rock                             | 24,10 milhões |
| Exile              | 2001–presente        | J-pop / R&B / Dance / House            | 23,44 milhões |
| Every Little Thing | 1996–presente        | Pop rock / Soft rock / Synthpop        | 22,72 milhões |
| Maki Ohguro        | 1989–presente        | Pop / Dance-pop / New Wave             | 22,67 milhões |
| Morning Musume     | 1997–presente        | J-pop / Electropop / Dance-pop         | 22,47 milhões |
| Miyuki Nakajima    | 1975–presente        | Kayōkyoku / Folk / Rock / Enka         | 21,96 milhões |
| TRF                | 1993–presente        | J-pop / Hi-NRG / Rave / Techno         | 21,71 milhões |
| Tsuyoshi Nagabuchi | 1977–presente        | Rock / Folk                            | 21,64 milhões |
| Noriyuki Makihara  | 1990–presente        | Pop                                    | 21 milhões    |
| Spitz              | 1987–presente        | Rock alternativo / Pop rock            | 20,68 milhões |
| Speed              | 1996–2000, 2008–2012 | Pop / Dance / R&B / Hip hop            | 20 milhões†   |
| Misia              | 1998–presente        | R&B / Pop / Soul / Dance               | 20 milhões†   |

### 10 milhões a 19 milhões de discos

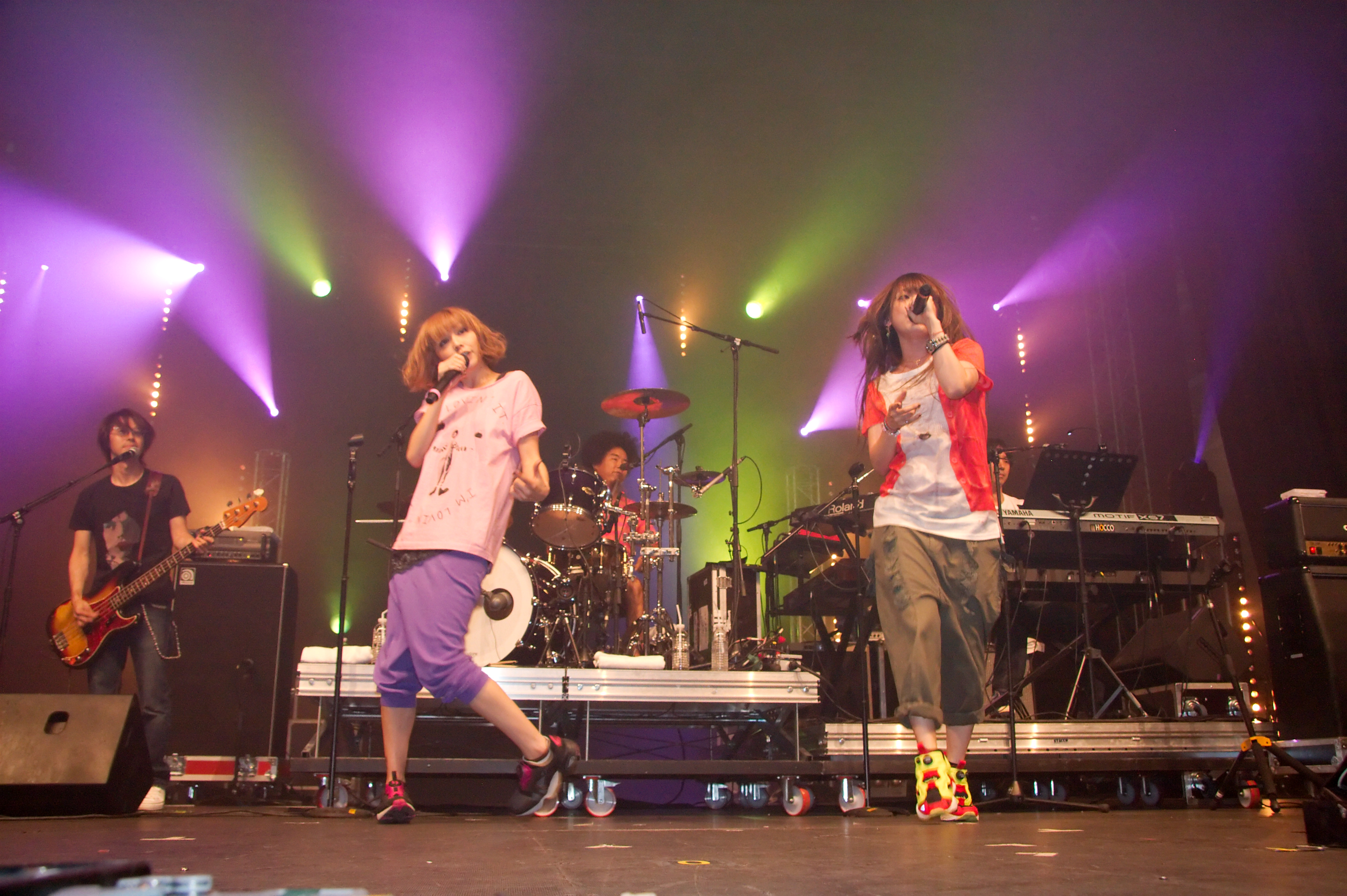
Puffy AmiYumi
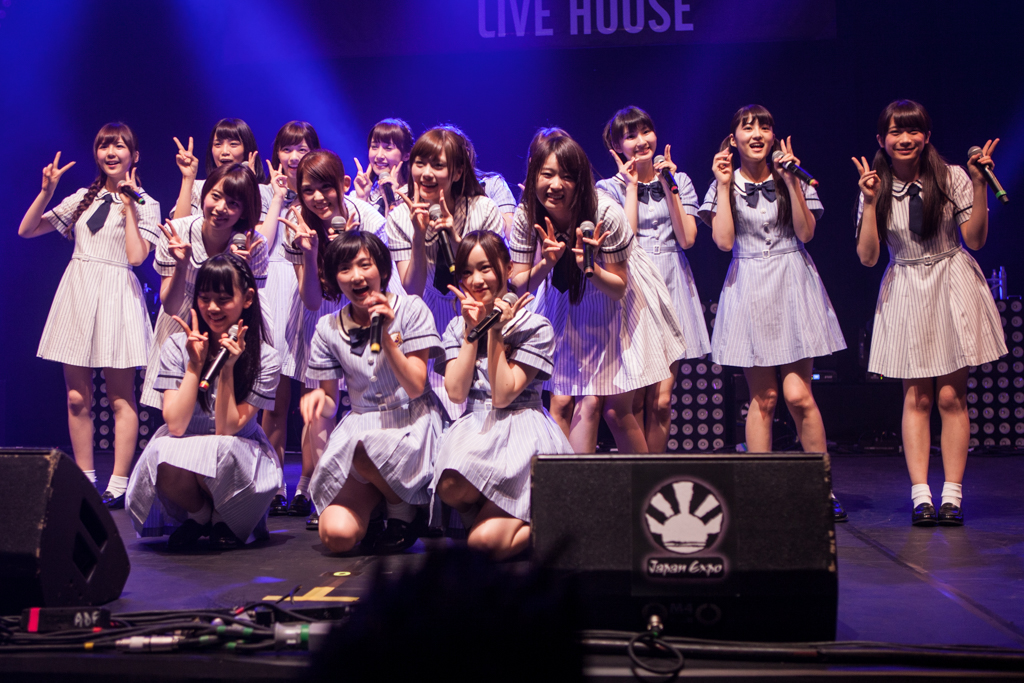
Nogizaka46
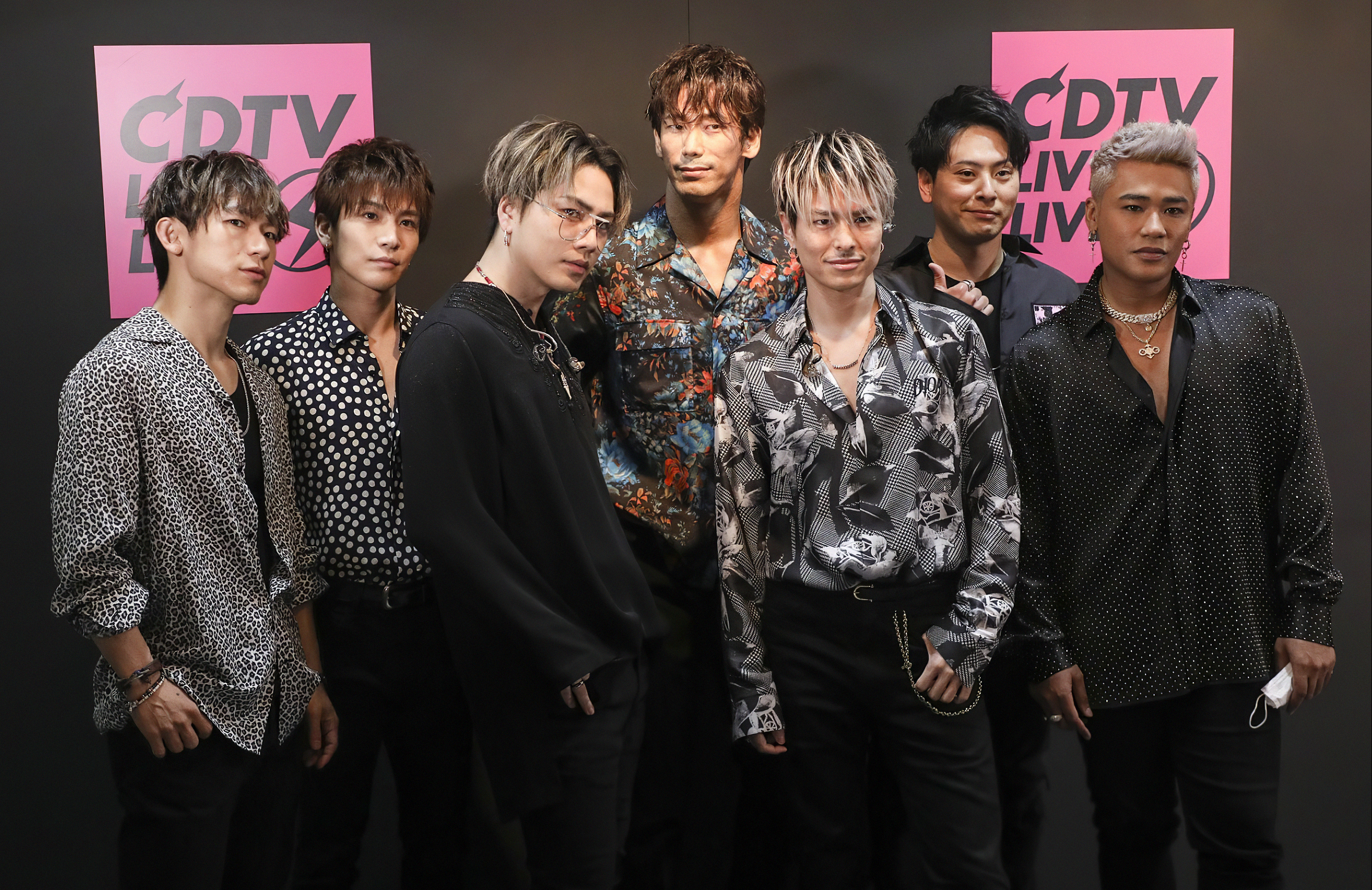
J Soul Brothers
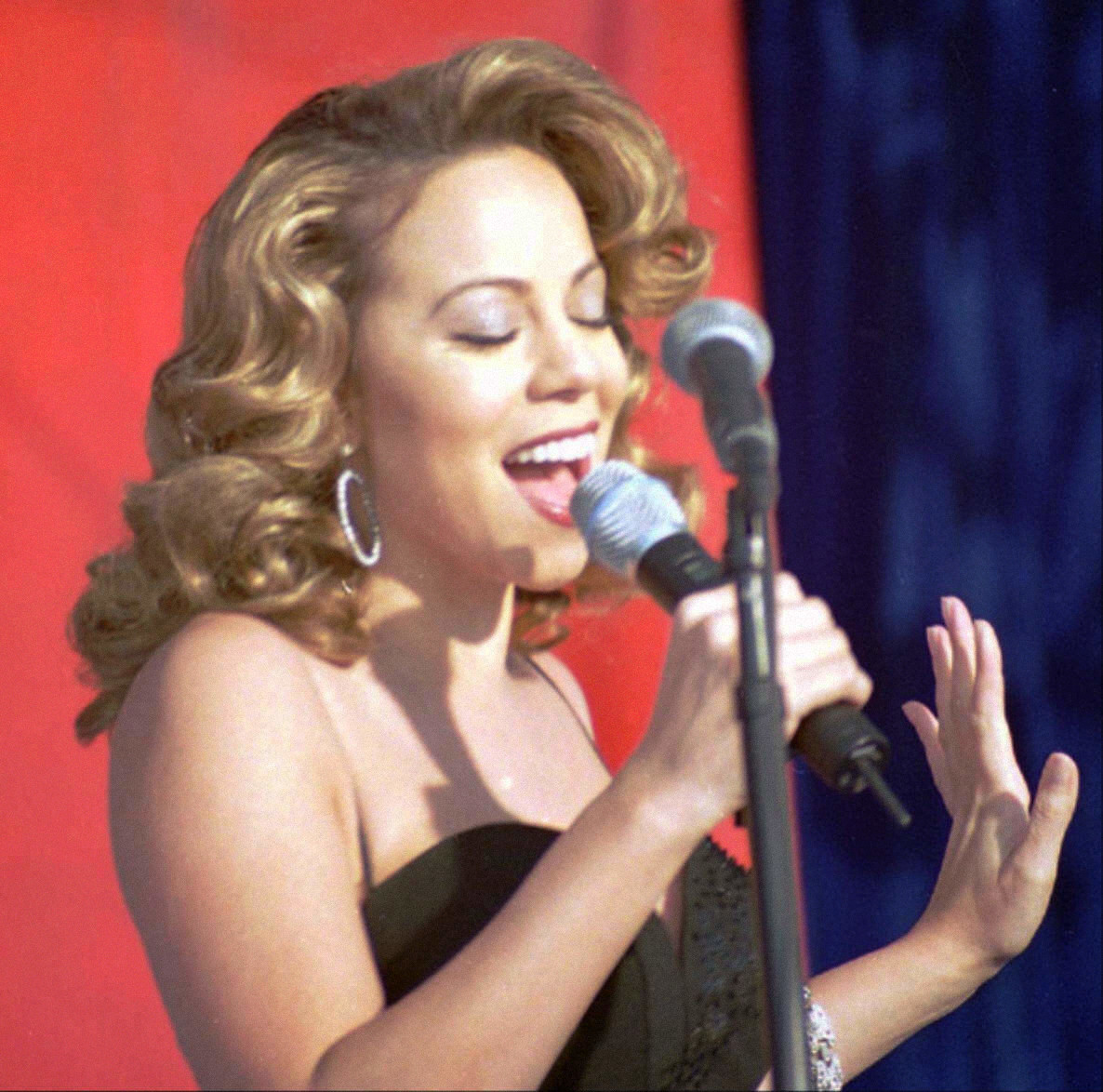
Mariah Carey

| Artista                  | Anos de atividade                          | Gênero                                                      | Vendas         |
| ------------------------ | ------------------------------------------ | ----------------------------------------------------------- | -------------- |
| Hiroshi Itsuki           | 1965–presente                              | Enka / Pop                                                  | 19,24 milhões  |
| Kome Kome Club           | 1982–1997, 2006–presente                   | Pop rock / Soul Psicodélico / Funk rock / Rakugo            | 18,66 milhões  |
| Pink Lady                | 1976–1981, 1996–1997, 2003–2005, 2010–2017 | Pop / Kayōkyoku / Disco                                     | 17 milhões     |
| Kanjani8                 | 2004–presente                              | Pop / Rock / Enka / Kayōkyoku                               | 17 milhões     |
| Toshinobu Kubota         | 1981–presente                              | R&B / Pop / Soul / Neo soul                                 | 16,33 milhões  |
| Kyosuke Himuro           | 1978–2016                                  | Rock / Pop                                                  | 16,25 milhões  |
| Momoe Yamaguchi          | 1973–1980                                  | Pop / Kayōkyoku                                             | 16,22 milhões  |
| Dragon Ash               | 1996–Presente                              | Alternative Rock / Hip hop / Nu metal / Punk rock           | 16 milhões     |
| Mariya Takeuchi          | 1978–Presente                              | Pop / Funk / Soul / Disco                                   | 16 milhões     |
| Yōsui Inoue              | 1969–presente                              | Rock / Folk                                                 | 15,809 milhões |
| Hiromi Gō                | 1972–presente                              | Pop / Kayōkyoku / R&B                                       | 15,78 milhões  |
| Kenji Sawada             | 1969–presente                              | Pop / Rock                                                  | 15,71 milhões  |
| Mai Kuraki               | 1999–present                               | Pop / R&B                                                   | 15,5 milhões   |
| The Checkers             | 1981–1992                                  | Rock 'n' roll / Rockabilly / Pop rock / Doo-wop             | 15,38 milhões  |
| Miki Imai                | 1986–presente                              | Pop                                                         | 15,31 milhões  |
| Judy and Mary            | 1992–2001                                  | Pop rock / Art punk / Rock alternativo                      | 15 milhões     |
| Puffy AmiYumi            | 1995–presente                              | Dance rock / Pop rock / Pop punk / Power pop                | 15 milhões     |
| Shizuka Kudo             | 1987–Presente                              | Pop / Kayōkyoku                                             | 15 milhões     |
| Miho Nakayama            | 1985–presente                              | Pop / Kayōkyoku                                             | 14,97 milhões  |
| Nogizaka46               | 2011–presente                              | Pop                                                         | 14,60 milhões  |
| Mariah Carey             | 1988–presente                              | Pop / Soul / R&B / Dance                                    | 14,5 milhões   |
| Kyōko Koizumi            | 1982–presente                              | Pop                                                         | 14,26 milhões  |
| Shinichi Mori            | 1966–presente                              | Enka / Kayōkyoku                                            | 14,10 milhões  |
| Hideki Saijo             | 1972–2018                                  | Pop                                                         | 13,30 milhões  |
| Tomoyasu Hotei           | 1988–presente                              | Rock                                                        | 12,71 milhões  |
| Misato Watanabe          | 1985–presente                              | Pop / Funk / Rock                                           | 12,70 milhões  |
| Toshihiko Tahara         | 1980–presente                              | Pop                                                         | 12,70 milhões  |
| Masahiko Kondo           | 1980–presente                              | Pop / Kayōkyoku                                             | 12,67 milhões  |
| Hikaru Genji             | 1987–1996                                  | Pop                                                         | 12,22 milhões  |
| Tomomi Kahara            | 1995–2006, 2013–presente                   | Pop / Adult contemporary / Pop rock / Dance-pop             | 12,19 milhões  |
| V6                       | 1995–2021                                  | Pop / Rock                                                  | 12.12 million  |
| Sandaime J Soul Brothers | 2010–presente                              | J-Pop / Dance / R&B                                         | 11,15 milhões† |
| Orange Range             | 2001–presente                              | Rap rock / Rock Alternativo / Pop rock / Power pop          | 11 milhões     |
| Princess Princess        | 1983–1996                                  | J-pop / J-rock / Glam Rock                                  | 11 milhões     |
| THE ALFEE                | 1974–presente                              | Pop rock / Hard rock / Punk rock                            | 10+ milhões    |
| Luna Sea                 | 1989–2000, 2010–presente                   | Rock progressivo / Rock alternativo / Hard rock / Punk rock | 10+ milhões†   |
| Chemistry                | 2001–presente                              | J-pop / R&B                                                 | 10 milhões     |
| MAX                      | 1995–presente                              | J-pop                                                       | 10 milhões     |
| Shiina Ringo             | 1998–presente                              | J-pop / J-rock                                              | 10 milhões     |
| KAT-TUN                  | 2006–presente                              | J-pop                                                       | 10 milhões     |
| Aiko                     | 1998–presente                              | J-pop                                                       | 10 milhões     |
| Hiromi Iwasaki           | 1975–presente                              | Pop / Kayōkyoku                                             | 10 milhões     |

## Artistas mais vendidos por ano
| Ano  | Artista        | Álbuns Vendidos | Vendas Individuais | Total de Vendas |
| ---- | -------------- | --------------- | ------------------ | --------------- |
| 1999 | Hikaru Utada   | 7.365.830       | 5.383.770          | 12.749.600      |
| 2000 | Ayumi Hamasaki | 5.267.350       | 3.914.920          | 9.182.270       |
| 2001 | Ayumi Hamasaki | 5.311.950       | 5.067.910          | 10.379.860      |
| 2002 | Hikaru Utada   | 3.526.780       | 2.410.990          | 5.667.770       |
| 2003 | Ayumi Hamasaki | 2.774.474       | 1.056.148          | 3.830.622       |
| 2004 | Hikaru Utada   | 3.537.845       | 365.206            | 3.903.051       |
| 2005 | Orange Range   | 3.479.539       | 2.242.257          | 5.721.796       |
| 2006 | Koda Kumi      | 2.411.470       | 1.281.022          | 3.692.492       |
| 2007 | Koda Kumi      | 1.318.072       | 534.035            | 1.852.107       |
| 2008 | Exile          | 4.363.967       | 678.458            | 5.042.425       |
| 2009 | Arashi         | 1.432.781       | 2.213.423          | 3.646.204       |
| 2010 | Arashi         | 1.395.807       | 3.778.313          | 5.174.120       |
| 2011 | AKB48          | 829.645         | 6.871.281          | 7.700.926       |
| 2012 | AKB48          | 1.029.954       | 6.954.599          | 7.984.553       |
| 2013 | AKB48          | -               | 5.961.213          | 5.961.213       |
| 2014 | AKB48          | 1.041.355       | 6.241.987          | 7.283.342       |
| 2015 | AKB48          | 1.468.279       | 5.062.100          | 6.530.379       |
| 2016 | AKB48          | -               | 5.413.328          | 5.413.328       |
| 2017 | AKB48          | 632.615         | 4.715.415          | 5.348.030       |
| 2018 | AKB48          | 611.056         | 5.677.095          | 6.288.151       |
| 2019 | Arashi         | 2.100.438       | 709.813            | 2.810.251       |
| 2020 | Arashi         | 822.459         | 1.147.865          | 1.970.324       |

## Artistas com mais inscritos no Youtube
A tabela a seguir é uma lista de artistas com mais de 2 milhões de inscritos. Ultima vez atualizada em 27 de julho de 2023.
| Artista         | Numero de Inscritos | Notas  |
| --------------- | ------------------- | ------ |
| Kenshi Yonezu   | 6,880,000           | [ 26 ] |
| Ayase / YOASOBI | 5,590,000           | [ 27 ] |
| Ado             | 5,150,000           | [ 28 ] |
| Twice Japan     | 4,980,000           | [ 29 ] |
| Eve             | 4,610,000           | [ 30 ] |
| One Ok Rock     | 4,320,000           | [ 31 ] |
| Mafumafu        | 3,530,000           | [ 32 ] |
| Fujii Kaze      | 3,370,000           | [ 33 ] |
| Arashi          | 3,260,000           | [ 34 ] |
| Higedan         | 3,200,000           | [ 35 ] |
| Yorushika       | 2,790,000           | [ 36 ] |
| Radwimps        | 2,730,000           | [ 37 ] |
| Babymetal       | 2,730,000           | [ 38 ] |
| Snow Man        | 2,710,000           | [ 39 ] |
| AKB48           | 2,600,000           | [ 40 ] |
| HoneyWorks      | 2,560,000           | [ 41 ] |
| Hatsune Miku    | 2,510,000           | [ 42 ] |
| LiSA            | 2,450,000           | [ 43 ] |
| Zutomayo        | 2,430,000           | [ 44 ] |
| SixTONES        | 2,070,000           | [ 45 ] |
| Aimer           | 2,040,000           | [ 46 ] |